# 小行星8439
小行星8439（8439 Albellus）是一颗绕太阳运转的小行星，为主小行星带小行星。该小行星于1973年9月29日发现。

## 轨道参数
小行星8439的轨道半长轴为3.1571036 UA，离心率为0.142。